# زر استدعاء الممرض

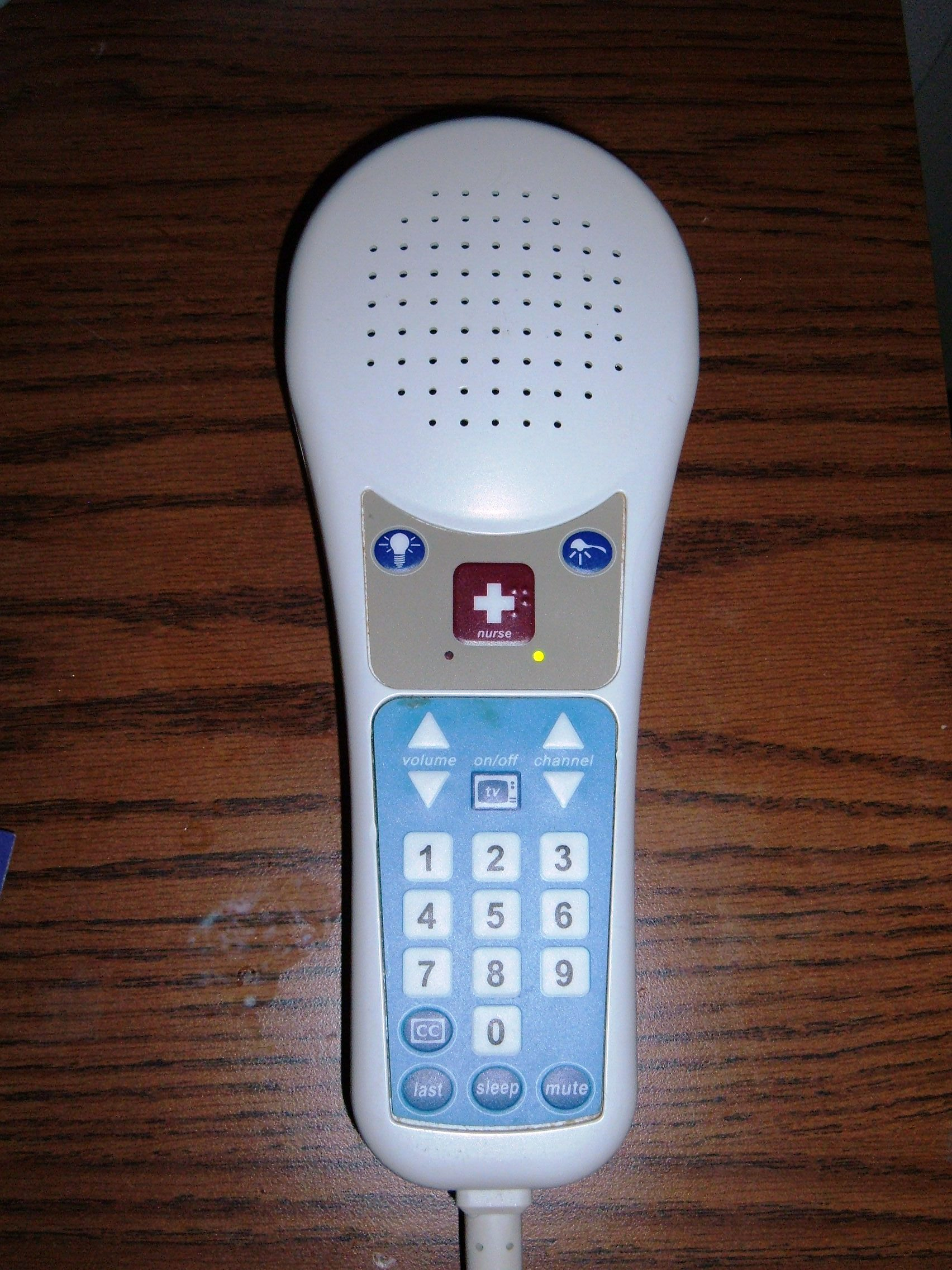
A nurse call button on a pillow speaker with TV controls

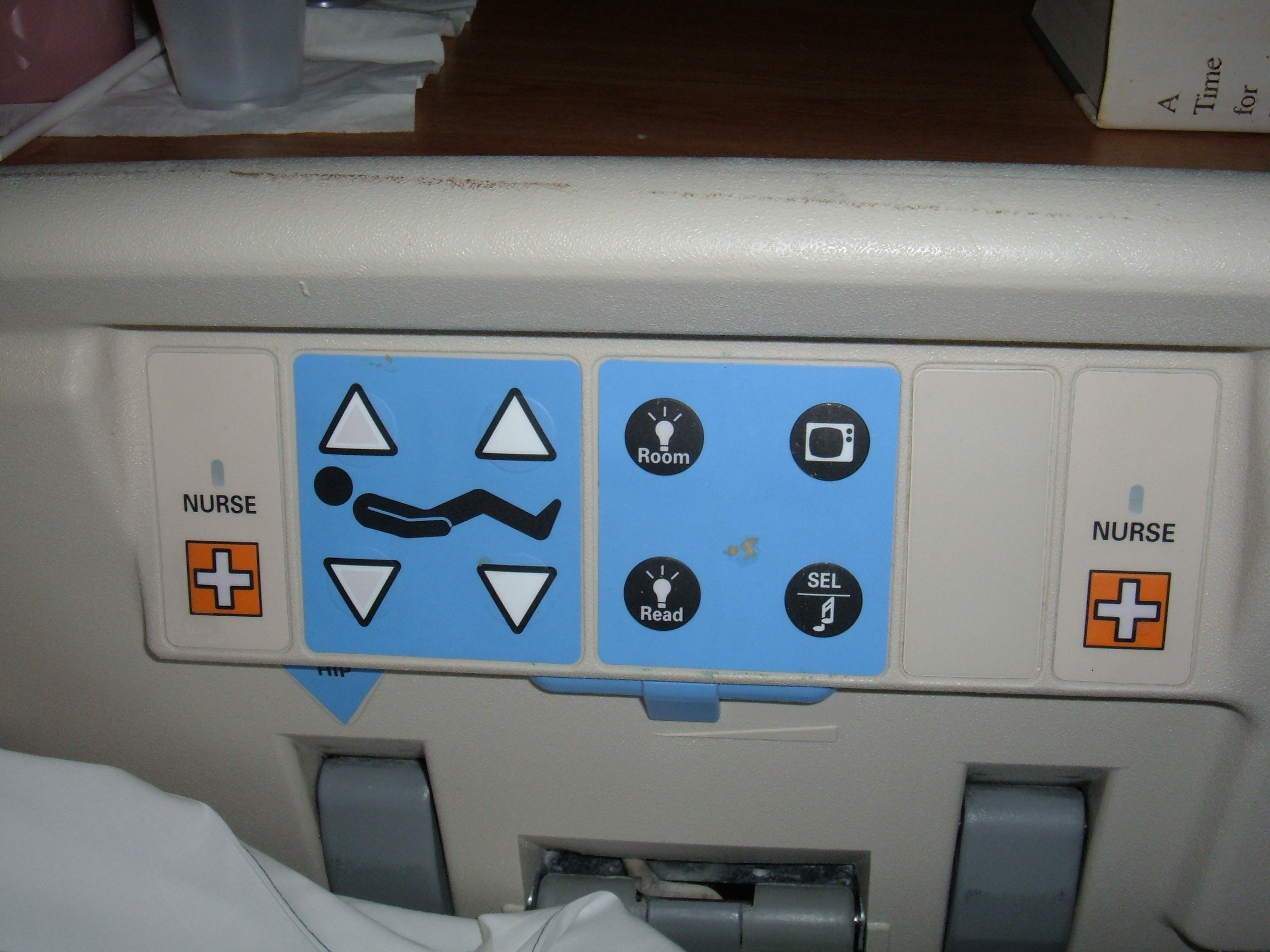
This hospital bed has a nurse call button on its rails

زر استدعاء الممرض هو زر يتم وضعه حول سرير المريض يسمح للمرضى في أماكن الرعاية الصحية بتنبيه التمريض أو عضو آخر في الرعاية الصحية عن بعد عن حاجتهم للمساعدة. فعند الضغط على الزر، تقوم إشارة بتنبيه الموظفين في محطة التمريض، وعادةً ما تستجيب ممرضة أو مساعدة ممرضة لمثل هذه المكالمة. ففي بعض الأنظمة تسمح أيضًا للمريض بالتحدث مباشرة إلى الموظف. أو أحداث صفير في المحطة، مما يتطلب من الموظف زيارة غرفة المريض لتحديد احتياجات المريض.
ويوفر زر الاتصال الفوائد التالية للمرضى:
- تمكين المريض الذي لا يمكن له مغادرة السرير وليس لديه وسيلة أخرى للتواصل مع الموظفين لتنبيه الممرضi بالحاجة إلى أي نوع من المساعدة.
- تمكين المريض القادر على الخروج من السرير، ولكن قد يكون ذلك خطيراً أو مرهقاً أو يصعب عليه تنبيه الممرضة إلى أي نوع من المساعدة.
- يزود المريض بشعور متزايد بالأمان.

يمكن أيضاً استخدام زر الاتصال من قبل أحد العاملين في الرعاية الصحية لطلب المساعدة من عامل اخر عندما تكون هناك حاجة إلى هذه المساعدة، أو من قبل الزائرين لطلب المساعدة نيابة عن المريض.

## القوانين والضوابط
تتطلب القوانين في معظم الأماكن أن يكون زر الاتصال في متناول المريض في جميع الأوقات على سبيل المثال ان يكون مربوط في سرير المريض أو على الطاولة. حيث يكون قريب للمرضى في حالات الطوارئ. وهناك أيضًا قوانين تختلف «حسب الجناح الذي يقطن فيه المريض» تحدد مقدار الوقت الذي يجب فيه على الموظفين الرد على المكالمة.
حيث تقع على عاتق طاقم التمريض مسؤولية الشرح للمرضى أن لديهم زر الاتصال وتعلمهم كيفية استخدامه.

## الاستخدام المفرط
عادة بعض المرضى يفرطون في استخدام زر الاتصال. ويمكن أن يؤدي ذلك إلى إحباط الموظفين وإرهاقهم، ومنها تجاهل دعوات المريض أو عدم أخذها على محمل الجد. يشير مصطلح «إجهاد الإنذار» إلى استجابة أو عدم استخابة الممرضات إلى أكثر من اثني عشر نوعًا من أجهزة الإنذار والتي يمكن ان يكون العديد من تلك المكالمات عبارة عن إنذارات خاطئة. ولا يمكن للموظفين تجاهل مثل هذه المكالمات، لأن القيام بذلك ينتهك القانون في معظم الأماكن. وفي بعض الأحيان، سيعمل أخصائيو الصحة العقلية مع هؤلاء المرضى من أجل تقليص استخدامهم للزر للحاجة الماسة.

## أنواع النظام

### الأساسي
النظام الأساسي ليس له أكثر من زر للمريض. عندما يتم الضغط على الزر . عندما يتم الضغط على الزر، يتم تنبيه موظفي التمريض من خلال صوت خفيف و/أو صوت مسموع في محطة التمريض. ولا يمكن إيقاف ذلك إلا من جانب المريض، مما يضطر الموظفين إلى الاستجابة للمريض.

### دعوة الممرضة اللاسلكية
مثل الأنظمة السلكية، فإن الأنواع اللاسلكية لديها القدرة على تنبيه العاملين في التمريض عن طريق الصوت أو الضوء أو عرض الرسائل في الجهاز. والميزة هناك أنها ذات عدد أقل من الأسلاك أثناء التثبيت وخفض التكاليف. لا تزال أضواء القبة في الردهة تتطلب عادةً أسلاكًا للطاقة. وتشمل عيوب الأنظمة اللاسلكية متطلبات البطاريات في كل محطة مريض والتي يجب مراقبتها واستبدالها على مدار عمر النظام، وزيادة خطر تداخل الإشارة مع أنظمة أخرى في المرفق، والاختيار المحدود بين الأنظمة اللاسلكية المعتمدة من طراز UL 1069.

### الاتصال الداخلي
في بعض المرافق، غالبًا في المستشفيات، يتم تطبيق نظام أكثر تقدمًا، حيث يمكن للموظفين من محطة الممرضة التواصل مباشرةً مع المرضى عبر الاتصال الداخلي. وهذا له ميزة لا يحتاج فيها الموظفون إلى إضاعة الوقت في المشي إلى غرفة المريض لتحديد سبب إجراء المريض للمكالمة، ويمكنهم تحديد ذلك من خلال التحدث إلى المريض سواء كان الوضع عاجلاً أو إذا كان بإمكانه الانتظار حتى وقت لاحق.
ومع نظام الاتصال الداخلي، يمكن إيقاف التنبيه من محطة التمريض، مما يسمح للموظفين بتجنب الدخول إلى غرفة المريض إذا تم تحديد أن حاجة المريض يمكن الوفاء بها دون القيام بذلك.

### تنبيهات الهاتف
تسمح التكنولوجيا الحديثة لأزرار الاتصال بالوصول إلى الأجهزة المشابهة للهاتف الخلوي التي يحملها طاقم التمريض. ويمكن للموظفين بعد ذلك الرد على المكالمات من أي مكان يقعون فيه داخل المنشأة، وبالتالي تحسين السرعة والكفاءة في الاستجابة.